# Meccano

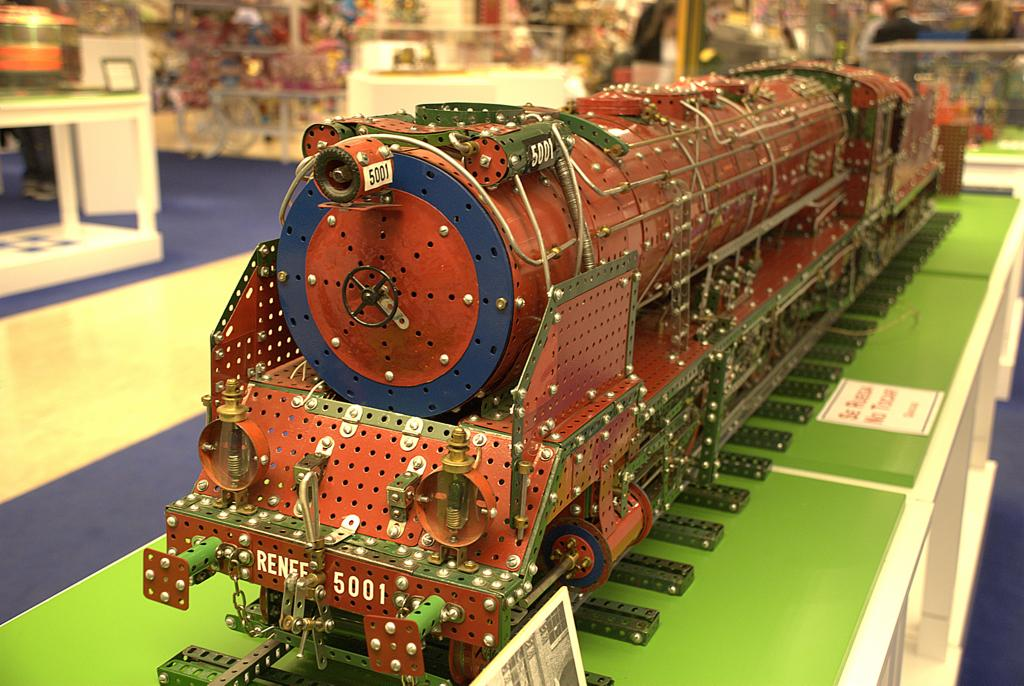
Lokomotiv byggt av Meccanodelar

Meccano är en modellbygglåda som består av återanvändbara metalldelar, plattor, balkar, hjul, axlar och kugghjul, med muttrar och skruvar för att sätta ihop delarna. Byggsystemet är väldigt mångsidigt och kan användas till olika typer av modeller.
Meccano uppfanns av Frank Hornby 1901 i Storbritannien och tillverkades av det brittiska företaget Meccano Ltd mellan 1908 och 1980. Numera tillverkas det i Frankrike och Kina.

## Historia

### Den första bygglådan
År 1901 uppfann och patenterade butiksbiträdet Frank Hornby en ny leksak som kallades för Mechanics Made Easy (ungefär förenklad mekanik),. vilken baserades på maskinteknik. Leksaken bestod av metalldelar i litet format: plattor, balkar, hjul, block, kugghjul och axlar som sattes ihop med hjälp av muttrar och skruvar. Hålen i delarna var 12,7 mm ifrån varandra och var 4,2 mm i diameter, axlarna 4 mm och skruvarna och muttrarna cirka 4 mm. Allt som behövdes för att sammansätta delarna var en skruvmejsel och en skiftnyckel.
Det var i praktiken mer än en leksak, då den lärde ut mekaniska principer med användning av hävstänger och kugghjul.
Delarna tillhandahölls från början av fristående tillverkare, men då efterfrågan blev större än tillgångarna startade Hornby en egen fabrik på Duke Street i Liverpool. När bygglådorna blev allt mer populära blev de så småningom kända som Meccano (tros ha kommit från make and know, skapa och förstå) och började säljas över hela världen. I september 1907 registrerade Hornby Meccano som ett varumärke och i maj året därpå grundade han Meccano Ltd. En ny fabrik öppnades på Binns Road 1914, vilket kom att bli Meccano Ltd:s högkvarter de kommande sextio åren. Så småningom startade Hornby fabriker även i Frankrike, Spanien och Argentina.
De första bygglådaorna hade delar som var grova; metalldelarna hade ett överdrag av tenn, de hade inga rundade kanter och de var inte särskilt stabila. Tack vare förbättrade produktionsmetoder hade kvaliteten och utseendet på delarna förbättrats avsevärt 1907. Metallen kom i tjockare stål, med rundade kanter och hade istället för tenn ett överdrag av nickel, medan kugghjulen var gjorda i mässing.
De första bygglådorna med namnet Meccano numrerades som nummer 1–6 och 1922 kom den hittills största bygglådan, som fick nummer 7.
År 1926 var patentet 25 år gammalt, och för att fira detta introducerade Hornby Meccano in Colours (Meccano i färg) med de karakteristiska röda och gröna delarna. Till en början hade plattor en ljus röd ton och delar som balkar och liknande var klargröna. Det följande året bytte man dock färger och istället fick plattorna vinröd färg, balkar fick en mörkare grön ton, medan kugghjulen fortfarande hade sin mässingsfärg. År 1934 förändrades färgerna igen. Vissa delar blev guldfärgade och andra blå med gulddetaljer. De nya färgerna fanns bara tillgängliga i Storbritannien ända fram till andra världskrigets slut 1945. De gamla rödgröna delarna producerades fortfarande för export och återinfördes i Storbritannien efter kriget.
I Sverige är Jan Myrdal känd som en stor vän av Meccano, och en av hans otaliga böcker heter En meccanopojke berättar: Eller anteckningar om ett borgerligt förnuft

### Meccanos guldålder

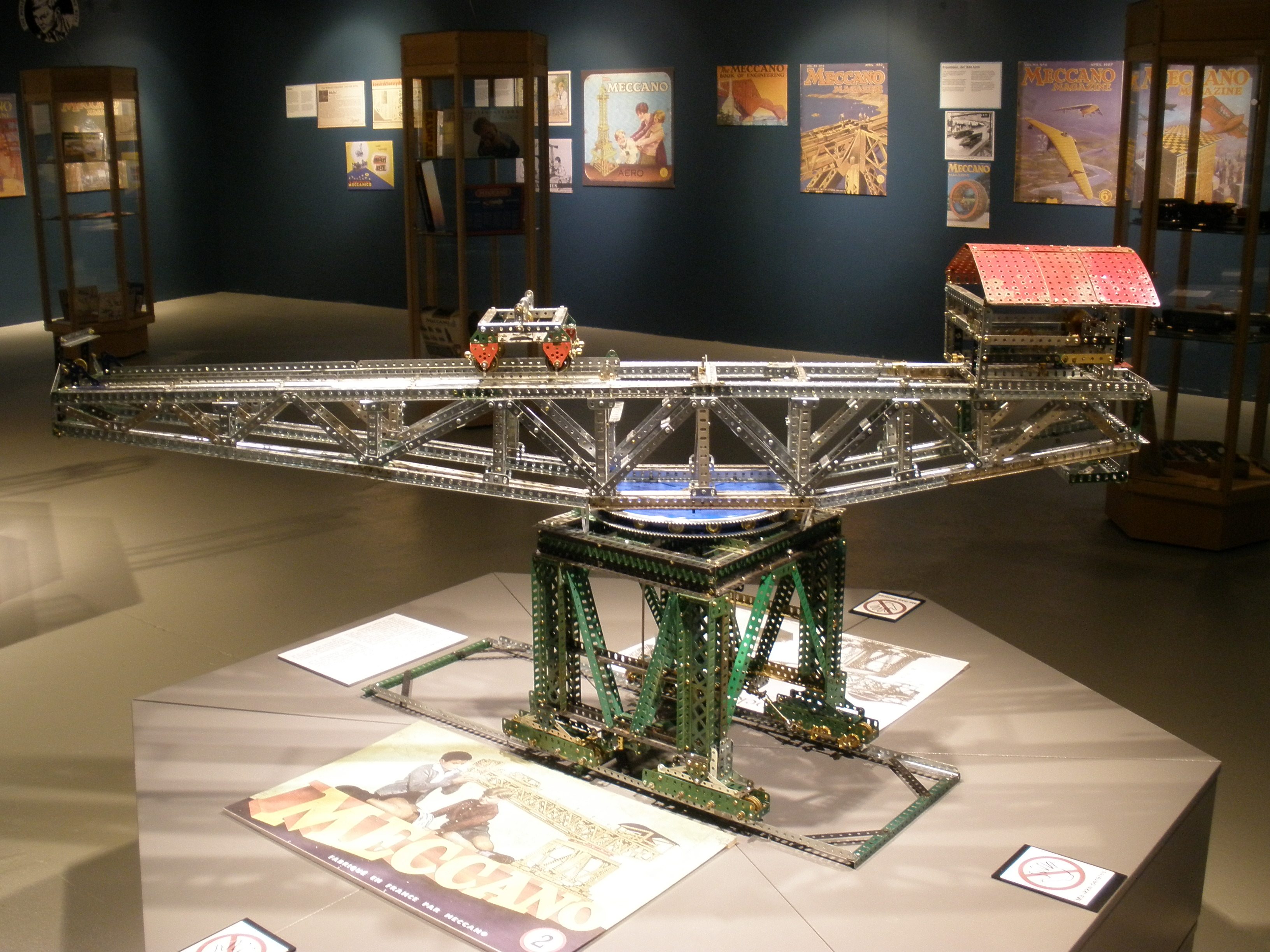
Lyftkran byggd i Meccano utställd på Danmarks Tekniske Museum i Helsingör.

År 1934 ersattes de nio varianterna av Meccano (numrerade 00 till 7) med elva nya varianter med de nya namnen 0, A–H och K och L. Den gamla nummer 7 fick det nya namnet L och anses bland entusiaster ofta vara den bästa bygglådan. År 1937 ersattes de alfabetiska namnen med numren 0–10 och L ersattes av den mindre nr 10. Trots att 10 var mindre i storlek jämfört med L blev det Meccanos flaggskepp och förblev i princip så tills produktionen upphörde 1992. Tillbehörssatser började tillverkas som utökade ens system till "nästa nivå". Dessa bygglådor fick namnen 1A till 9A och exempelvis 6A gjorde om en 6-sats till en 7-sats.
Andra världskriget störde produktionen av Meccano i Storbritannien när Binns Road-fabriken ställdes om för krigsmaterialproduktion. Utbrottet av Koreakriget 1950 störde också produktionen, men den gången beroende på metallbrist. Det dröjde till mitten av 1950-talet innan meccanoproduktionen återgick till det normala och samtliga nya delar tillfördes samtliga bygglådor.
År 1955 fanns bygglådorna 00–10 såväl som tillbehörssatserna 00A till 9A. År 1961 introducerades även en "mekanismsats" och en "kugghjulssats". År 1962 togs bygglåda 00 ur produktion.

### Ekonomiska problem
Under tidigt 1960-tal fick Meccano Ltd ekonomiska problem och köptes upp av Lines Bros Ltd (Tri-Ang) 1964. I ett försök att stimulera Meccanos försäljning byttes återigen färgerna, den här gången till gulsvarta plattor, med andra delar i silverfärg. Silvret ersattes 1967 av zink då man märkte att silverdelarna lätt fick fula märken. De gula och svarta färgerna användes eftersom de ofta används av riktiga byggbolag denna tiden. År 1970 presenterades för första gången elektroniska delar och de svartfärgade plattorna bytte färg till blå. Bygglådan nummer 9 togs bort och lådorna 0–8 omdöptes till 1–9. Nummer 10 förblev oförändrat benämnd.
Lines Bros försattes i likvidation 1971 och Airfix Industries köpte upp Meccano Ltd 1972. År 1973 fanns fortfarande de gamla bygglådorna 1–0 men nya varianter lades till: Army Multikit (armétema), Highway Multikit (motorvägstema), Plastic Meccano (plastvariant), Pocket Meccano (en mindre bygglåda) och två Clock Kits (klockor).
År 1978 ersattes bygglådorna 2–8 med sex helt nya satser med namnen A och 1–5. Bygglåda 9 och 10 förblev i stort sett oförändrade. År 1980 fick även Airfix ekonomiska svårigheter och i ett försök att minska på utgifterna stängdes fabriken på Binns Road, vilket var slutet på meccanoproduktionen i England. Meccanobitar producerades fortsättningsvis i Frankrike, sedan 1972 i regi av den amerikanske leksakstillverkaren General Mills.

### Det nya Meccano

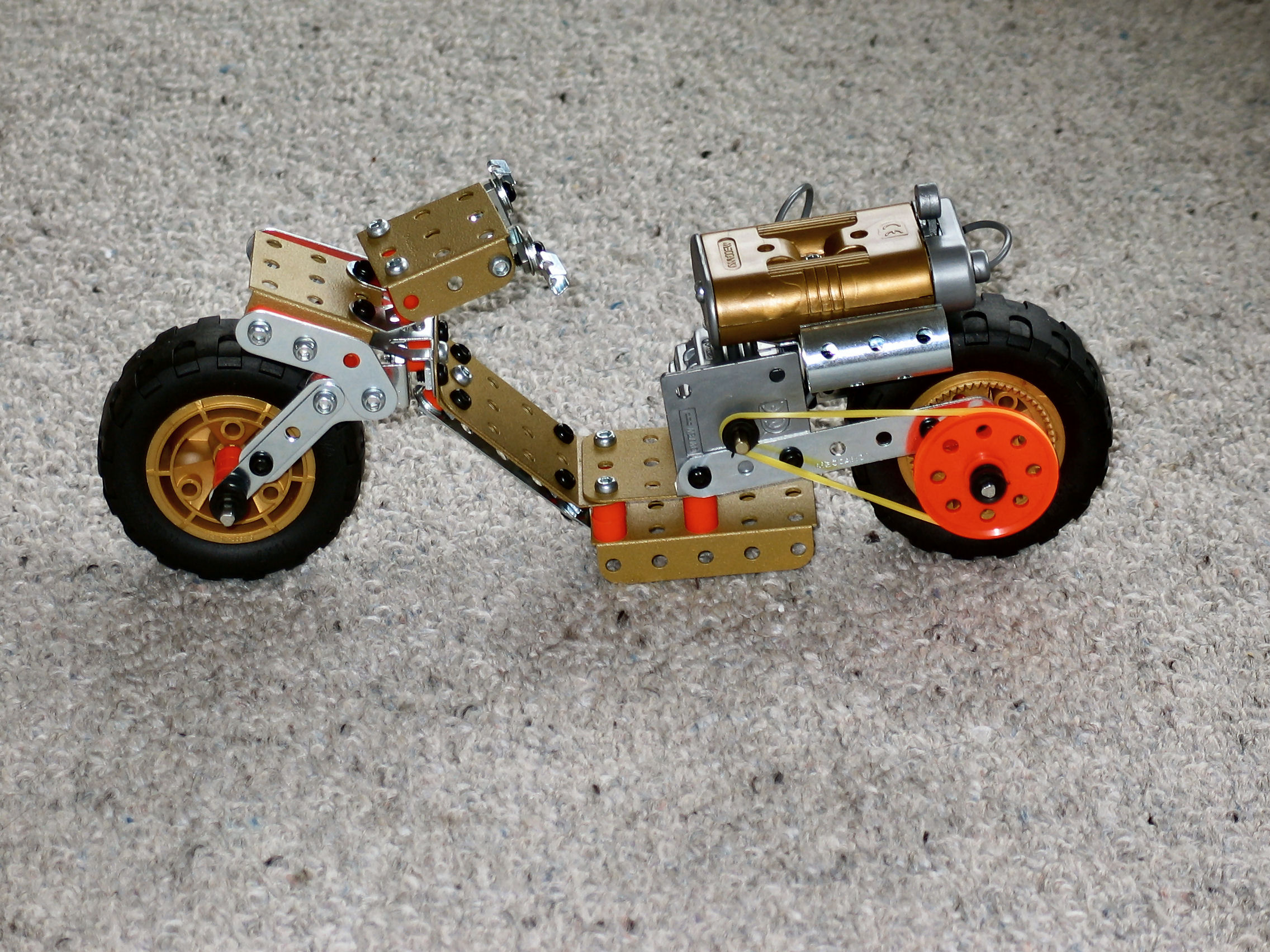
Motorcykelmodell byggd i Meccano-bygglådan Motion System 50

År 1981 köpte General Mills det som fanns kvar av det brittiska Meccano Ltd. Alla existerande Meccano-byggsatser togs bort och helt nya tillverkades i Frankrike under det nya namnet "Meccano Junior". De nya byggsatserna kunde dock bara användas för att bygga små modeller, eftersom många delar var gjorda i plast. Meccano hade vid det här laget helt och hållet blivit en leksak.
År 1985 såldes General Mills till den franske revisorn Marc Rebibo och än en gång togs alla då existerande byggsatser bort. "Meccano Junior" ersattes av tre "Premier Meccano"-satser och två motorbygglådort. På grund av stor efterfrågan återinfördes de gamla bygglådorna 5–10 1981.
År 1989 sålde Rebibo Meccano till Dominique Duvauchelle, vilken ersatte de gamla spårskruvarna med mässingsöverdrag med nya zinköverdragna skruvar med insexhuvuden och "Plastic Meccano Junior"-bygglådorna återinfördes. Många nya temasatser infördes också, bland annat rymdlådan. De gamla bygglådorna 5–10 fortsatte produceras fram tills 1992.
”Plastic Meccano” gjort för yngre barn, hade lanserats 1965. Det hade senare 1979 i Storbritannien blivit omdöpt till Junior Meccano. Junior Meccano fanns kvar till 1993, då det helt och hållet ersattes av ett nytt Junior Meccano-system.
År 1994 släpptes ännu fler temlådor och en liten uppdragbar friktionsmotor lades till i Plastic Meccano. År 1996 tillkom en Action Control-sats med infraröda kontroller och 1999 introducerades "rörelsesystemsatser", vilka radikalt förändrade utseendet på Meccano. Det kom sex bygglådor med en modell vardera, två med fem modeller och fem nya numrerade 10–50, där nummer 20 och 50 hade motorer. Nytt för det här året var också att alla bygglådor hade specifika färgscheman.
År 2000 köpte den japanska leksakstillverkaren Nikko 49 procent av Meccano och tog över den internationella marknadsföringen och hade hand om de radiokontrollerade leksakerna. Utveckling och design togs fortfarande om hand av majoritetsägaren Meccano SN i Calais i Frankrike. Nikko startade en framgångsrik rad byggsatser, bland andra Crazy Inventors och Future Master. Dessutom började radiokontrollerade och programmerbara elektroniska leksaker synas mer och mer i systemen. Nikko sålde dock sin andel i Meccano i augusti 2007.
Meccano produceras idag i Frankrike och Kina. Produkterna ser annorlunda ut idag än under guldåldern på 1930-talet och 1950-talet. Entusiaster ser ibland ner på de nya leksakerna från Meccano av flera anledningar, bland annat att plattorna är tunnare eller av plast, muttrarna är sexkantiga i galvaniserat stål och att nya specialdelar har introducerats, som elektriska motorer och plastkugghjul.
Nuvarande motorer från Meccano är små likströmsmotorer designade för att köras på inbyggda batterier. Motorerna har låga vridmoment och är väldigt snabba, men är samtidigt väldigt billiga och gjorda för små modeller som barn kan konstruera från standardbygglådorna. Vuxna användare brukar använda större motorer som är gjorda för att styra större modeller.
Det som har förblivit oförändrat efter alla år är storleken på hålen och storlekarna på muttrarna och skruvarna.

## Begreppetmekano
Meccano blev i svenska språket även ett begrepp för "byggsats av metalldelar (för barn)", med stavningen mekano.